# جامعة واسط
جامعة واسط هي إحدى جامعات العراق. تقع في مدينة الكوت وهي مركز محافظة واسط في المنطقة الوسطى من العراق.

## تأسيس الجامعة
في يوم 10 من شهر كانون الثاني عام 2003 برز في محافظة واسط صرح علمي طالما حلم به أبناء المحافظة، ولاسيما المثقفون وطالبو العلم والمعرفة، وهو جامعة واسط، ليكون مصدراً مهماً وأساسياً في إشاعة نور المعرفة والعلم والثقافة في ربوع وأرجاء المحافظة، وليلبي الحاجة الماسة لمؤسسة جامعية ترضي الطموح المشروع لأبناء المحافظة وليكون ملاذاً آمناً وحضناً دافئاً لخريجي المرحلة الإعدادية من أبناء المحافظة.

## كليات الجامعة
احتضنت الجامعة ثلاث كليات كانت مرتبطة إدارياً وعلمياً بجامعة القادسية، فكانت هذه الكليات اللبنات الأولى لجامعة واسط، وهي:
- كلية التربية التي استقبلت طلبتها في العام الدراسي 1996-1997.
- كلية الإدارة والاقتصاد التي استحدثت في العام الدراسي 2000-2001.
- كلية العلوم التي تم افتتاحها في العام الدراسي 2001-2002.

وبعد أن عززت الجامعة مسيرة الكليات الثلاث ووفرت لها مستلزماتها وزادت من إمكاناتها وملاكاتها، بدأت في العام الدراسي 2005-2006 حملة لاستحداث الكليات والأقسام والمراكز الجديدة؛ فتم افتتاح كليات:
- كلية الآداب وتضم الأقسام :قسم اللغة العربية وقسم الاجتماع وقسم الفلسفة وقسم الدراسات الشرقية، قسم الإعلام بفرعيه الصحافة والعلاقات العامة
- كلية الطب
- كلية الهندسة وتضم الأقسام الهندسة المدنية والميكانيكية،
- كلية القانون وتضم فرع القانون العام وفرع القانون الخاص.
- كلية الزراعة وتضم الأقسام قسم الإنتاج الغذائي والحيواني وقسم التربة وتقنيات الري
- كلية التربية الأساسية وتضم الأقسام :قسم اللغة العربية وقسم العلوم العامة
- كلية الطب البيطري
- كلية طب الأسنان تم افتتاحها في العام الدراسي 2012-2013
- كلية التربية الرياضية
- كلية الحاسوب والرياضيات
- كلية الفنون الجميلة

## أهداف الجامعة
وضعت إدارة جامعة واسط نصب عينها منذ مرحلة التأسيس جملة أهداف، سعت ولا تزال تسعى من أجل تحقيقها، أهمها:
- - توفير الملاكات العلمية المتقدمة في مختلف المجالات الإنسانية والعلمية، لسد حاجة البلد والإسراع في تحقيق أهداف التنمية العلمية والاقتصادية والاجتماعية، وتأمين ملاكات مؤهلة أكاديمياً للتدريس في الجامعات.
- - إجراء البحوث وتقديم الاستشارات العلمية للجهات والمؤسسات كافة وتطوير الاختصاصات الدقيقة والعناية بها.
- - الإسهام في تطوير الخبرات والكفاءات في الاختصاصات كافة من خلال البحوث والدراسات العليا.
- - النهوض بالواقع الجديد من خلال إقامة الفعاليات والندوات والمؤتمرات وبناء طاقات أكاديمية لتطوير حركة التعليم العالي والبحث العلمي.

## رؤساء الجامعة
تولى رئاسة الجامعة عدد من الأساتذة الأفاضل الذين تميزوا بالمستوى العلمي الرفيع والقيادة الإدارية المحنكة، وكان لكل منهم أسلوبه القيادي الخاص الذي تجسد بالانجازات العلمية والمادية، ولم يبخل أي منهم ببذل قصارى جهده لخدمة الجامعة وأبناء المحافظة.
أول من تسلم رئاسة الجامعة بعد افتتاحها الأستاذ المساعد الدكتور فرقد عبد الرحيم الراوي من 16/2/2003 إلى 16/5/2003.
وبعد التغيير الكبير في 9/4/2003 جرت لأول مرة في تاريخ الجامعة عملية انتخاب رئيس جامعة، فوقع اختيار أغلبية أساتذة الجامعة على الأستاذ الدكتور جعفر عبد الكاظم، فتولى مهمة رئاسة الجامعة في 17/5/2003، وقد واجه عقبات كبيرة أهمها عدم امتلاك الجامعة أي قطعة أرض أو بناية مسجلة رسميا باسمها، إلا أن العمل الدؤوب، والسعي الحثيث ذلل الكثير من هذه العقبات، واستمر في عمله إلى 5/9/2005، إذ تسلم المسؤولية بعد ذلك الأستاذ الدكتور جبار ياسر المياح () بتاريخ 6/9/2005 إلى 4/11/2007.
ثم تحمل مهمة إدارة الجامعة بعد ذلك الأستاذ الدكتور جواد مطر الموسوي ولغاية 20/5/2012 حيث تم تكليف الأستاذ الدكتور تقي الموسوي رئيس الجامعة ألمستنصريه السابق لرئاسة جامعة واسط ولغاية 7/7/2013 حيث تم تكليف الدكتور طالب محيبس الوائلي لغاية 1/7/2014 حيث تم تكليف الأستاذ الدكتور عبد الرزاق أحمد النصيري بمهام رئاسة الجامعة بالوكالة، وبعدها تسلم الأستاذ الدكتور هادي دويج وبعدها الأستاذ الدكتور حسام مجيد وبعدها تسلم الأستاذ الدكتور مازن الحسني رئيس الجامعة حاليا .

## وصلات خارجية
- الموقع الرسمي